# Cerco de Saragoça

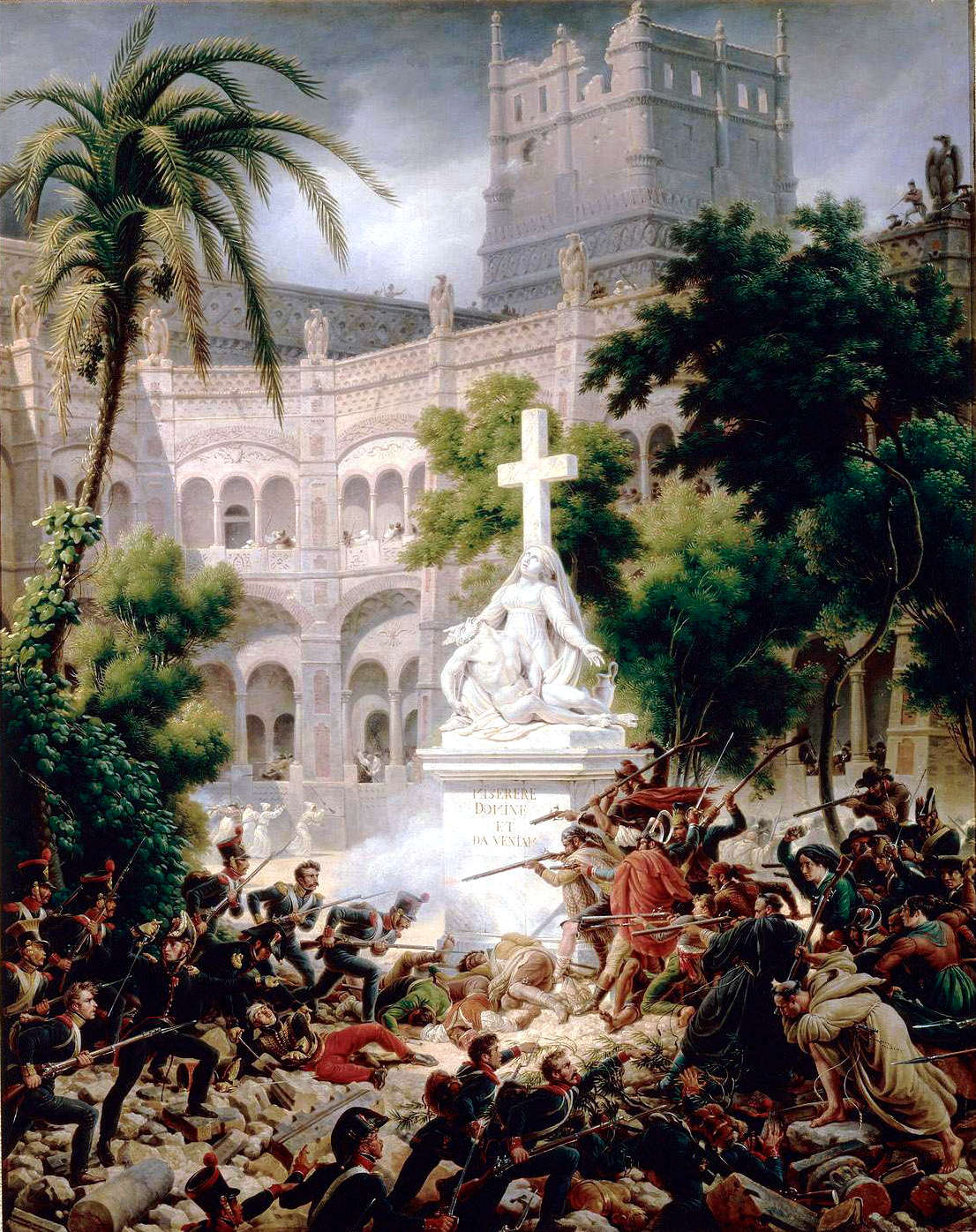
O cerco de Saragoça, por Louis-François Lejeune.

O cerco de Saragoça teve lugar durante as Guerras Napoleônicas na Península Ibérica e foi o segundo dos franceses nessa guerra, tendo já tentado uma vez sem sucesso de Junho a Agosto de 1808.

## Primeiro ataque
Em 25 de junho de 1808, o general Jean-Antoine Verdier assumiu o comando do exército sitiado francês reunido em frente a Saragoça, que iniciou o bombardeio em 1º de julho. Em 11 de julho, os franceses começaram a construir uma ponte sobre o rio Ebro, a fim de poder cercar Saragoça do outro lado do rio. Depois de ser ferido em 4 de agosto, Verdier foi forçado a ceder o comando para o general Charles Lefebvre-Desnouettes. Em 4 de agosto, os franceses entraram na cidade através de uma brecha, mas foram expulsos pelo coronel Palafox. Em 13 de agosto, as tropas francesas na Catalunha foram forçadas a abandonar seu primeiro cerco de dois meses a Saragoça, sem sucesso.

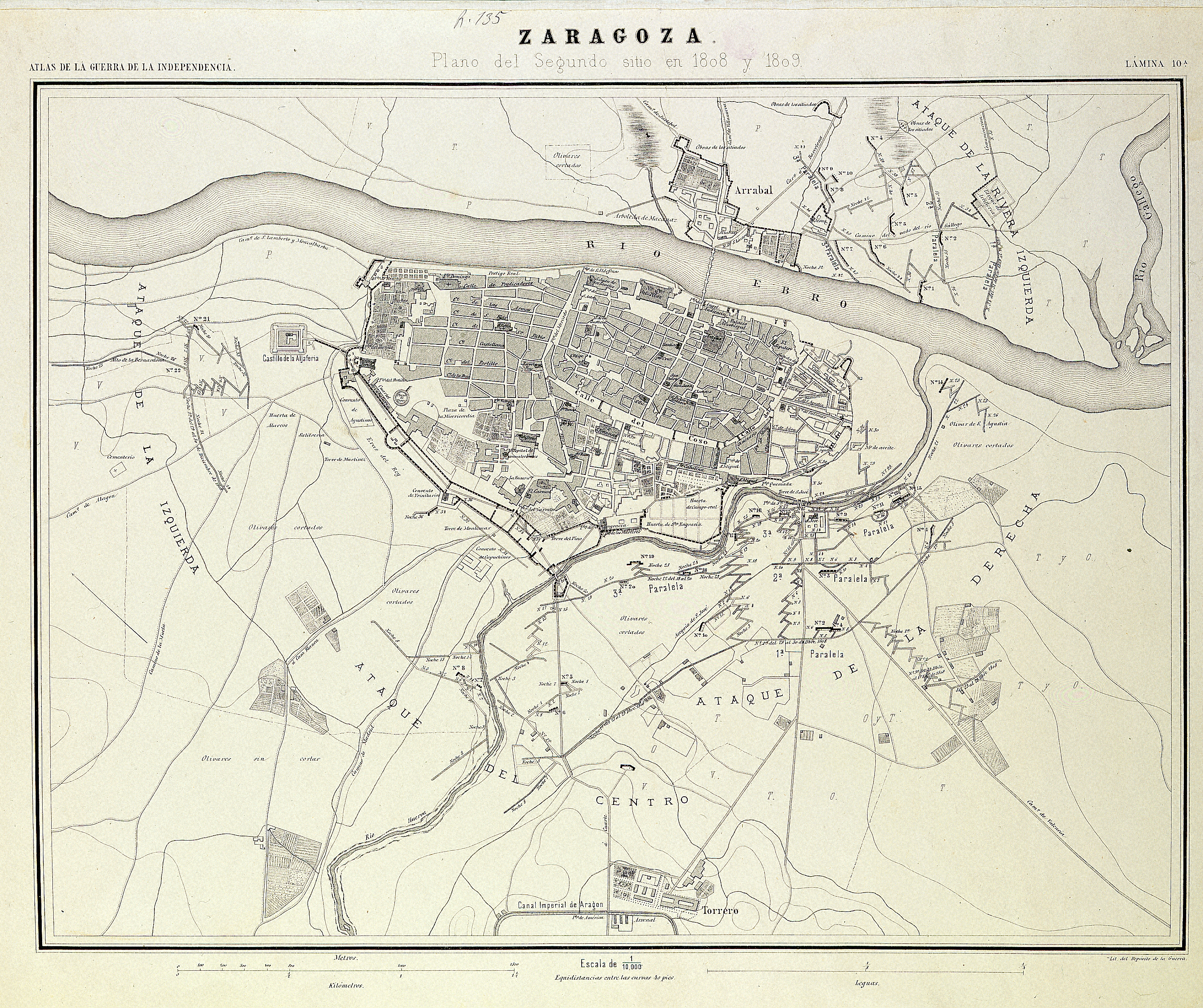
Mapa (1868) do segundo cerco de Saragoça.

## Segundo ataque
Os franceses iniciaram novas operações contra Saragoça em 21 de dezembro de 1808. Depois que os franceses sofreram uma derrota em seu primeiro cerco à cidade, novas trincheiras foram cavadas em frente à cidade, muralhas foram lançadas e os mosteiros foram fortificados em frente à cidade. O general José de Palafox y Melci tinha à sua disposição 34 000 homens, a maioria inexperientes, na cidade e podia contar com o apoio armado de civis.
Os marechais Bon-Adrien-Jeannot de Moncey e Édouard Adolphe Mortier tinham 40 000 soldados e 60 armas pesadas à disposição para o cerco.
Antes do final do ano, as tropas francesas haviam construído um anel de cerco ao redor da cidade e uma ponte sobre o rio Ebro. Do lado espanhol, a decisão de Palafox de reunir tantas tropas na cidade significava que os franceses não podiam ser perturbados por ataques de fora da cidade. Além disso, muitos fazendeiros haviam se refugiado na cidade, e o tifo eclodiu devido à alta concentração de pessoas e animais. Logo, um terço dos defensores estava doente.

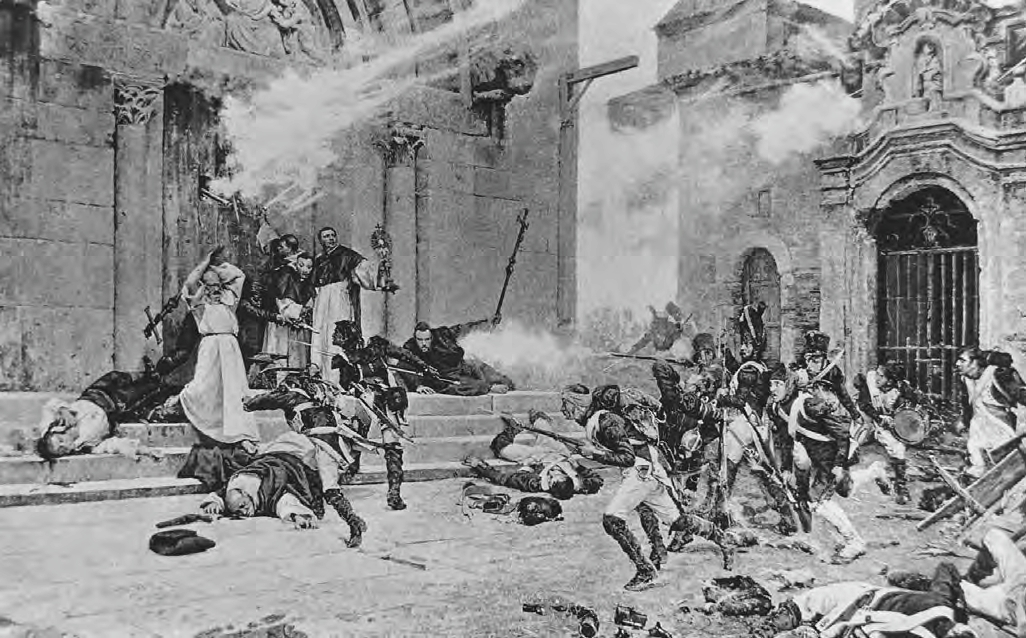
Em meio a violentos combates de rua, a infantaria francesa ataca os defensores de uma igreja durante o cerco. Ilustração de Jules Girardet.

Em 10 de janeiro de 1809, começou o bombardeio de Saragoça. Após duas semanas de bombardeio, várias brechas foram feitas nas fortificações e, em 27 de janeiro, o recém-chegado marechal Jean Lannes ordenou a tomada da cidade. Os franceses encontraram forte resistência. Foi só através de uma brecha que conseguiram penetrar um pouco na cidade. Os franceses lutaram em uma dura guerra urbana e guerra de túneis. Mais de três semanas após o início dos combates em Saragoça, os espanhóis, enfraquecidos pela fome, tifo e bombardeios, renderam-se em 20 de fevereiro de 1809.
Os espanhóis sofreram 54 000 baixas, incluindo 30 000 civis, enquanto os franceses perderam 10 000 homens.
O cerco não teve muita influência no curso da guerra, mas trouxe um sucesso de propaganda para os espanhóis. Os britânicos estavam agora em uma posição difícil para se retirar dos combates.

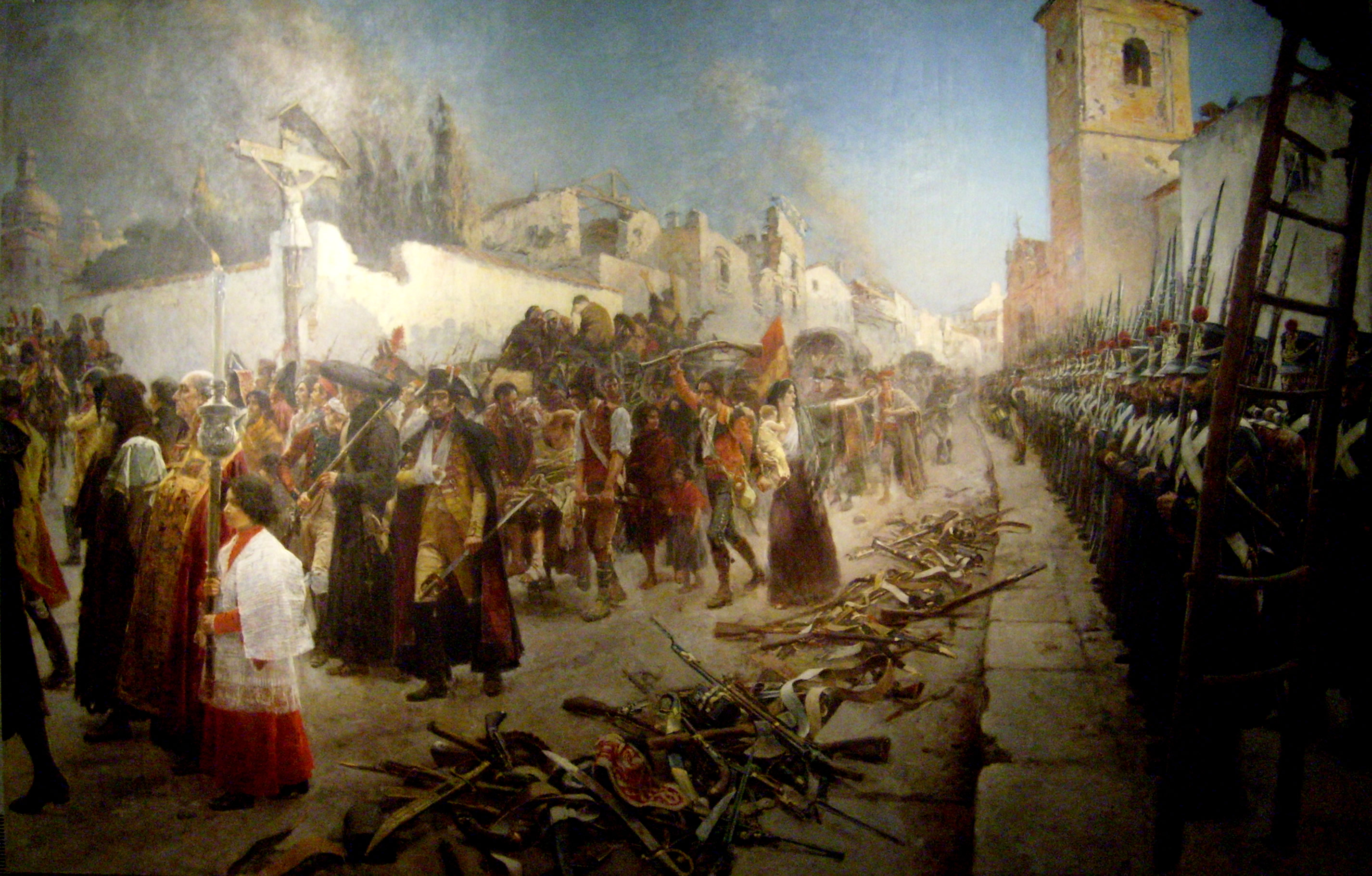
A rendição de Saragoça, por Maurice Orange.